# عاطفه نوری
عاطفه نوری (زاده تیر ۱۳۶۳ تهران) از بازیگران سینما و تلویزیون ایران است. وی با شرکت در سریال دوران سرکشی که در آن نقش یک دختر فراری را داشت خود را در زمینه بازیگری مطرح ساخت. سریال دیگری که موجب محبوبیت بیشتر وی شد سریال نرگس است. او لیسانس سینما (فیلمنامه‌نویسی) دارد.

## آثار

### مجموعه تلویزیونی
- دوران سرکشی (۱۳۸۰) کمال تبریزی
- نرگس (۱۳۸۵) سیروس مقدم
- رستگاران (۱۳۸۸) سیروس مقدم
- شهردقیانوس (۱۳۹۰) مهرداد خوشبخت

### سینمایی
- کوچولوی خوش شانس (۱۳۸۳)
- تکمچی (۱۳۸۷)
- گاهی (۱۳۹۳)